# Рябцев, Анатолий Семёнович
Анато́лий Семёнович Ря́бцев (12 июня 1941, Сальск, Ростовская область, РСФСР, СССР — 22 октября 2013, Алма-Ата, Казахстан) — советский и казахстанский военачальник, командующий советской 40-й общевойсковой армией (1989—1992), первый заместитель министра обороны Республики Казахстан (1992—1994), генерал-лейтенант.

## Биография
Родился 12 июня 1941 года в Сальске (Ростовская область).
В 1965 году окончил Ульяновское танковое училище имени В. И. Ленина. Проходил службу в Сибирском, Закавказском, Среднеазиатском, Краснознаменном Туркестанском военных округах и Группе советских войск в Германии.
В 1975 году окончил Военную академию бронетанковых войск имени Маршала Советского Союза Р. Я. Малиновского.
Прошёл последовательно все офицерские должности до командира танковой дивизии. После окончания в 1987 году Военной академии Генерального штаба ВС СССР был назначен первым заместителем командующего армией, в 1989 году — командующим вновь сформированной в составе Туркестанского военного округа 40-й общевойсковой армией, командование которой дислоцировалось в тогдашней столице Казахстана — Алма-Ате.
В феврале — апреле 1992 года командарм стал выходить из-под подчинения командования КТуркВО и его командующего генерал-полковника Г. Г. Кондратьева и в конце концов прислал ему телеграмму, в которой сообщил, что выходит из подчинения ТуркВО и подчиняется только президенту Казахстана Н. Назарбаеву.
В 1992 году 40-я армия вошла в состав Вооружённых сил Казахстана, а вскоре была расформирована.
В мае 1992 года А. С. Рябцев получил должность заместителя Министра обороны Республики Казахстан в правительстве С. А. Терещенко.
В 1994 году в звании генерал-лейтенанта уволился в запас. Проживал в Алма-Ате. Занимался коммерческой деятельностью, в частности являлся директором ТОО «Жарылыс и К°», занимавшейся проведением пиротехнических шоу и фейерверков.
Был членом республиканского общественного объединения «Совет генералов».
Умер 22 октября 2013 года в Алма-Ате на 73-м году жизни, похоронен на Центральном кладбище Алма-Аты.

## Семья
Жена — Людмила Николаевна; в браке имел дочь и сына.

## Награды
- ордена «За службу Родине в Вооружённых Силах СССР» II и III степеней
- 25 медалей СССР и Республики Казахстан